# Butyllithium
Unter Butyllithium versteht man in der Regel n-Butyllithium (n-BuLi), eine metallorganische Verbindung des Elements Lithium (Organolithium-Verbindung). Daneben gibt es noch die isomeren Formen sec-Butyllithium und tert-Butyllithium.

## Gewinnung und Darstellung
Die Synthese erfolgt analog zur Herstellung von Grignard-Verbindungen durch Reaktion von 1-Chlorbutan mit elementarem Lithium in Diethylether. Statt Chlorbutan kann auch 1-Brombutan verwendet werden.
{\displaystyle \mathrm {2\ Li+C_{4}H_{9}Cl\longrightarrow LiC_{4}H_{9}+LiCl} }

## Eigenschaften

### Physikalische Eigenschaften

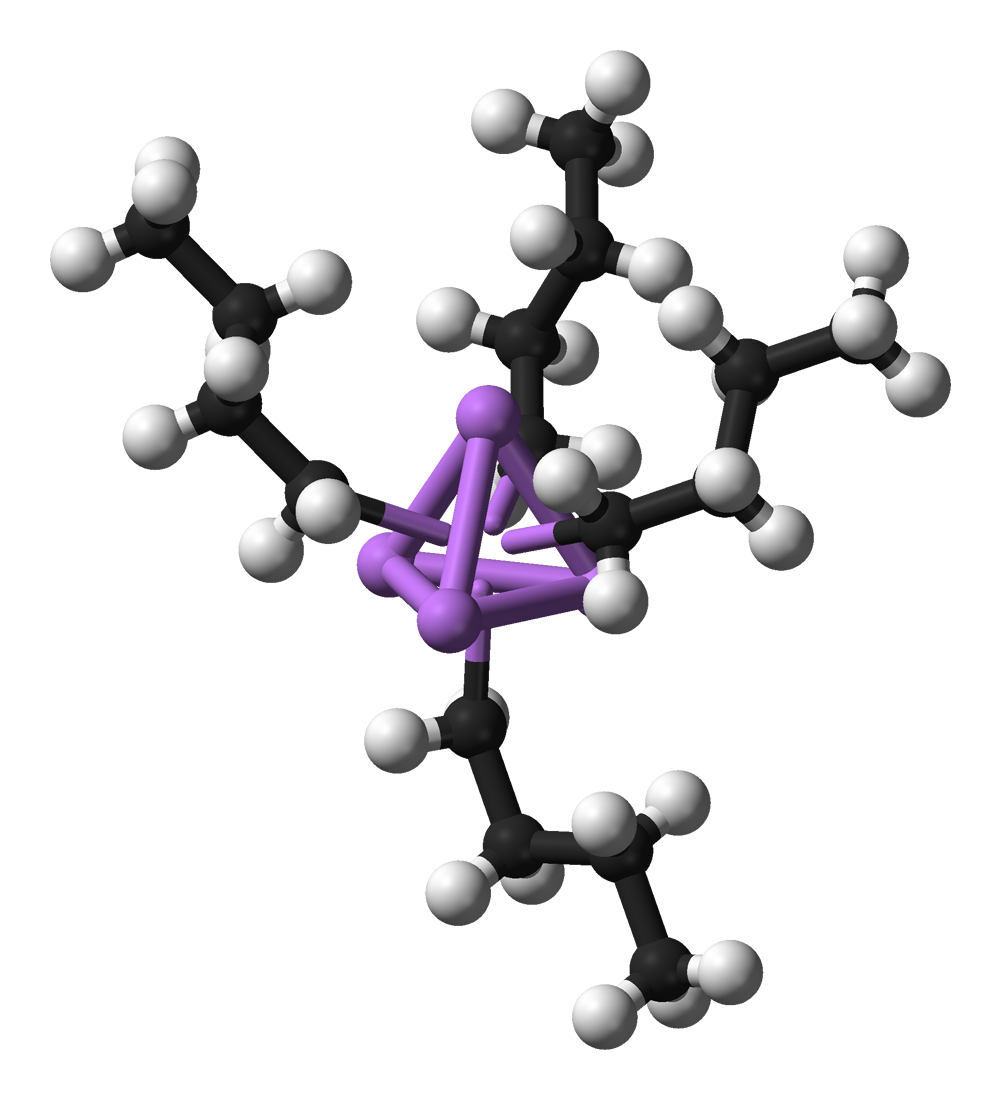
Tetramer des n-BuLis

n-Butyllithium ist eine sehr starke Base. Die Basizität der isomeren Butyllithiumverbindungen nimmt in der Reihe n-Butyllithium < sec-Butyllithium < tert-Butyllithium zu. Durch die große Elektronegativitätsdifferenz zwischen Kohlenstoff (2,55) und Lithium (0,98) ist die Bindung zwischen C und Li stark polarisiert. Aufgrund der Reaktionen von n-BuLi könnte man davon ausgehen, dass sich n-BuLi aus dem Butylanion und dem Lithiumkation zusammensetzt, also eine Ionenbindung besitzt. Diese Annahme ist jedoch falsch, denn n-BuLi ist nicht ionisch. Als Feststoff und sogar als Lösung existiert n-BuLi, wie die meisten Organolithiumverbindungen, als Molekülgruppen mit kovalenten Bindungen zwischen Lithium und Kohlenstoff. Für den Reinstoff wurde massenspektrometrisch eine Hexamerstruktur nachgewiesen. In unpolaren Lösungsmitteln wie Cyclohexan ist n-BuLi hexamerisch, in Ether ist es tetramerisch angeordnet.

### Chemische Eigenschaften
Reines n-Butyllithium ist eine pyrophore farblose Flüssigkeit, entzündet sich also in Gegenwart von Sauerstoff selbst. Es ist daher im Handel als (meist leicht gelbe) Lösung erhältlich, die zudem unter Inertgas aufbewahrt werden muss, wobei Konzentrationen von 1,6 bis 11 mol/l in n-Hexan üblich sind.
Als Lösungsmittel verwendete Ether wie THF oder Diethylether sind als Lagerlösungsmittel für n-BuLi ungeeignet, da sie langsam zersetzt würden. Die Halbwertszeit von n-BuLi in THF bei 0 °C mit Deaggregierungsadditiv TMEDA (Tetramethylethylendiamin) beträgt nur 38 Minuten. n-Butyllithium reagiert zudem exotherm mit Kohlendioxid und Sauerstoff, sowie mit Wasser. Die Hydrolysewärme beträgt −240 kJ·mol−1 Die thermische Zersetzung von n-Butyllithium führt zum Lithiumhydrid und 1-Buten.

### Reaktionen
Lithium-Halogen-Austausch: Das Halogen in einer Verbindung kann gegen Lithium ausgetauscht werden. Dieses ergibt Reagenzien mit nukleophilen Kohlenstoffzentren, welche für die Herstellung von zahlreichen Verbindungen verwendet werden können. Den Austausch nimmt man in der Regel in Ether bei −78 °C vor (Ar steht für einen aromatischen Rest):
{\displaystyle \mathrm {LiC_{4}H_{9}+ArI\longrightarrow LiAr+C_{4}H_{9}I} }
Als starke Base (die konjugierte Säure ist Butan!) kann n-BuLi Amine und C-H-acide Verbindungen deprotonieren:
{\displaystyle \mathrm {LiC_{4}H_{9}+R{-}H\rightleftharpoons C_{4}H_{10}+R{-}Li} }
n-BuLi kann für die Herstellung von bestimmten Aldehyden und Ketonen aus disubstituierten Amiden verwendet werden:
{\displaystyle \mathrm {LiC_{4}H_{9}+RCONMe_{2}\longrightarrow LiNMe_{2}+RCOC_{4}H_{9}} }
Beim Erhitzen von n-BuLi findet eine β-Eliminierung statt. Hierdurch entstehen primär Buten und Lithiumhydrid. Butyllithium reagiert wiederum mit entstandenen Buten, wobei über Butadien auch polymere Produkte entstehen können. Der Zerfall verläuft nach einem Zeitgesetz erster Ordnung. Die Halbwertszeiten betragen bei 130 °C 315 min, bei 140 °C 115,5 min und bei 150 °C 49,5 min.
{\displaystyle \mathrm {LiC_{4}H_{9}\longrightarrow LiH+CH_{2}{=}CHCH_{2}CH_{3}} }
Lagert man n-BuLi oder t-BuLi längere Zeit als etherische Lösung, z. B. in Tetrahydrofuran, so findet ein Zerfall des Lösungsmittels statt:
{\displaystyle \mathrm {LiC_{4}H_{9}+THF\longrightarrow LiO{-}CH{=}CH_{2}+CH_{2}{=}CH_{2}+C_{4}H_{10}} }

## Verwendung
n-BuLi hat in der modernen synthetischen organischen Chemie große Bedeutung als sehr starke Base bzw. als Lithiierungsreagenz erlangt. So wird z. B. die häufig verwendete Base Lithiumdiisopropylamid (LDA) in der Regel in situ durch Deprotonieren von Diisopropylamin mit n-BuLi in THF hergestellt.
Butyllithium dient als Reagenz bei der Herstellung eines naturähnlichen Kautschuks (cis 1,4 Anteil) aus Isopren. Eine weitere Anwendung ist als Starter für anionische Polymerisationen. Auch in der industriellen organischen Synthese, also für Pharmazeutika und Agrochemikalien wird Butyllithium verwendet. Die weltweite Verwendungsmenge beträgt insgesamt etwa 2000-3000 Tonnen pro Jahr.

## Gehaltsbestimmung
Da Butyllithium nur begrenzt stabil und auch empfindlich gegen Wasser und Sauerstoff ist, muss der Gehalt einer Lösung vor dem Einsatz bestimmt werden. Zur Gehaltsbestimmung wird ein Aliquot der Lösung mit Wasser versetzt und gegen eine verdünnte Lösung Salzsäure titriert. Dabei wird der Gesamtbasen-Gehalt bestimmt. Um jedoch Lithiumhydrid, Lithiumhydroxyd und Alkoholate von der Gesamtbase abziehen zu können, wird ein Aliquot der Lösung in THF mit einem großen Überschuss an Benzylchlorid umgesetzt. Dabei reagiert Benzylchlorid in einer Wurtz-Fittig-Reaktion zum 1,2-Diphenylethan und es entsteht Lithiumchlorid. Nach Hydrolyse wird die Restbase ebenfalls gegen eine Salzsäure titriert. Die Differenz beider Werte liefert jetzt den Anteil an Butyllithium.
Gebräuchlich sind 1.6 molare Lösungen in Hexanen, was in etwa einer Massenkonzentration von 15 % entspricht, sowie 2.5 molare, entsprechend 25 %.

## Sicherheitshinweise
n-Butyllithium ist selbst brennbar und wird in der Regel in einem ebenfalls brennbaren organischen Lösungsmittel gelagert. Reines n-BuLi ist pyrophor (selbstentzündlich), aber auch Lösungen können sich spontan entzünden. Die Neigung zur spontanen Entzündung steigt mit der Konzentration der Lösung, der Umgebungstemperatur, der Umgebungsfeuchtigkeit und der Brennbarkeit des Lösungsmittels. Neben Luft und Sauerstoff reagiert es auch heftig mit Wasser, was ebenfalls zur Entzündung führen kann. Mit der Zeit zersetzt sich n-Butyllithium zu Lithiumhydrid, wobei 1-Buten freigesetzt wird. Neben den durch die Reaktivität bedingten physikalischen Gefahren führt n-Butyllithium bei Hautkontakt zusätzlich zu schweren Verätzungen.